# 許昌莊肅公主
许昌庄肃公主（?—?），唐朝公主，是中国唐朝第十六代皇帝唐宣宗李忱的十一女之一。她的生母不详，获封许昌公主。她嫁给了柳陟，柳陟参与襄王李熅。唐僖宗中和年间，许昌公主去世，唐僖宗赠她谥号庄肃。  